# Lukovac (Mag)
Koordinati:   44°44′03″N, 14°51′30″E
Lukovac je majhen nenaseljen otoček v Velebitskem kanalu. Pripada Hrvaški.
Otoček leži okoli 0,4 km vzhodno od Raba pred vstopom v zaliv  Mag . Njegova površina meri 0,05 km². Dolžina obalnega pasu je 1,11 km. Najvišji vrh je visok 27 mnm.